# Japón en los Juegos Paralímpicos de Turín 2006
Japón estuvo representado en los Juegos Paralímpicos de Turín 2006 por un total de 40 deportistas, 33 hombres y siete mujeres.

## Medallistas
El equipo paralímpico japonés obtuvo las siguientes medallas:
| Nombre           | Deporte      | Evento                            |
| ---------------- | ------------ | --------------------------------- |
| Oro              |              |                                   |
| Miyuki Kobayashi | Biatlón      | 12,5 km ceguera femenino          |
| Kuniko Obinata   | Esquí alpino | Eslalon gigante sentado femenino  |
| Plata            |              |                                   |
| Miyuki Kobayashi | Biatlón      | 7,5 km ceguera femenino           |
| Kuniko Obinata   | Esquí alpino | Descenso sentado femenino         |
| Kuniko Obinata   | Esquí alpino | Supergigante sentado femenino     |
| Taiki Morii      | Esquí alpino | Eslalon gigante sentado masculino |
| Masahiko Tokai   | Esquí alpino | Eslalon gigante de pie masculino  |
| Bronce           |              |                                   |
| Shoko Ota        | Biatlón      | 12,5 km de pie femenino           |
| Tatsuko Aoki     | Esquí alpino | Eslalon sentado femenino          |